# اوژخوویچه
اوژخوویچه (به لهستانی:  Orzechowicze) یک روستا در لهستان است که در گمینا بیلسک پودلاسکی واقع شده‌است.